# Guérin (Lot-et-Garonne)
Guérin é uma comuna francesa na região administrativa da Nova Aquitânia, no departamento Lot-et-Garonne. Estende-se por uma área de 10,33 km². Em 2010 a comuna tinha 260 habitantes (densidade: 25,2 hab./km²).